# Lautaro Baeza
Lautaro Manuel Baeza (Merlo, Argentina, 17 de febrero de 1990) es un exfutbolista argentino naturalizado chileno. Jugaba como mediocampista. Su última club fue el Club Sportivo Barracas del Primera C.

## Carrera

### Vélez Sarsfield
Jugador formado en las divisiones inferiores de Vélez Sársfield. Jugaba como mediocampista derecho, nacido un 17 de febrero de 1990. Puede jugar en cualquier sector del mediocampo, ya que maneja ambos perfiles, como también de enganche. Sus características son de un jugador con mucha dinámica y gran pegada de media distancia.
Fue cedido de Vélez a préstamo junto a González, a Platense cuando el equipo Calamar militaba en la "B" Metropolitana en el año . Jugó solo un encuentro por copa Argentina. No llegó a disputar ningún partido en el torneo. Se fue a final de temporada.

### Sportivo Las Parejas
En el año 2012, fue cedido a préstamo al Sportivo Atlético Club, de la ciudad de Las Parejas equipo que milita en el torneo argentino B. Su buen desempeño en el conjunto santafesino hizo que el club chileno Rangers de Talca posara sus ojos en él.

### Rangers
En el año 2013 fichó en Rangers de la Primera División de Chile. Él jugó toda su carrera en Argentina, pero es de padre chileno y madre argentina, por lo cual y obteniendo también la nacionalidad chilena, no ocupará cupo de extranjero en el equipo chileno. En el equipo trasandino se encuentra varios argentinos como: Diego Pozo, Christian Cellay, Fabián Bordagaray, Gervasio Núñez, Fernando Gamboa, Alexis Ferrero, entre otros. FInalmente, el equipo terminó descendiendo a la Primera B chilena.

### Deportivo Merlo
En el año 2015 fichó en Club Social y Deportivo Merlo de la Primera B Metropolitana jugó como mediocampista y anotó 4 goles, siendo pieza fundamental en el conjunto del oeste. Un dato no menor es que siempre que anotó Baeza su equipo ganó. 4 Merlo vs Comunicaciones 2 (gol de Baeza); 1 Merlo vs Atlanta 0 (gol de Baeza); 1 Merlo vs Riestra 0 (gol de Baeza) y 2 Merlo vs Platense 1 (gol de Baeza).

### Club Sportivo Patria
En el año 2016 fichó para el Club Sportivo Patria del Federal A.

## Clubes
| Club              | País      | Año       |
| ----------------- | --------- | --------- |
| Vélez Sarsfield   | Argentina | 2010-2012 |
| Platense          | Argentina | 2011-2012 |
| Las Parejas       | Argentina | 2012-2013 |
| Rangers           | Chile     | 2013-2014 |
| Deportivo Merlo   | Argentina | 2014-2015 |
| Sportivo Patria   | Argentina | 2015-2016 |
| Sportivo Barracas | Argentina | 2016-2019 |

- Datos: Q15146726
- Multimedia: Lautaro Baeza / Q15146726